# Boscherville
Cet article court présente un sujet plus développé dans : Bourgtheroulde-Infreville.

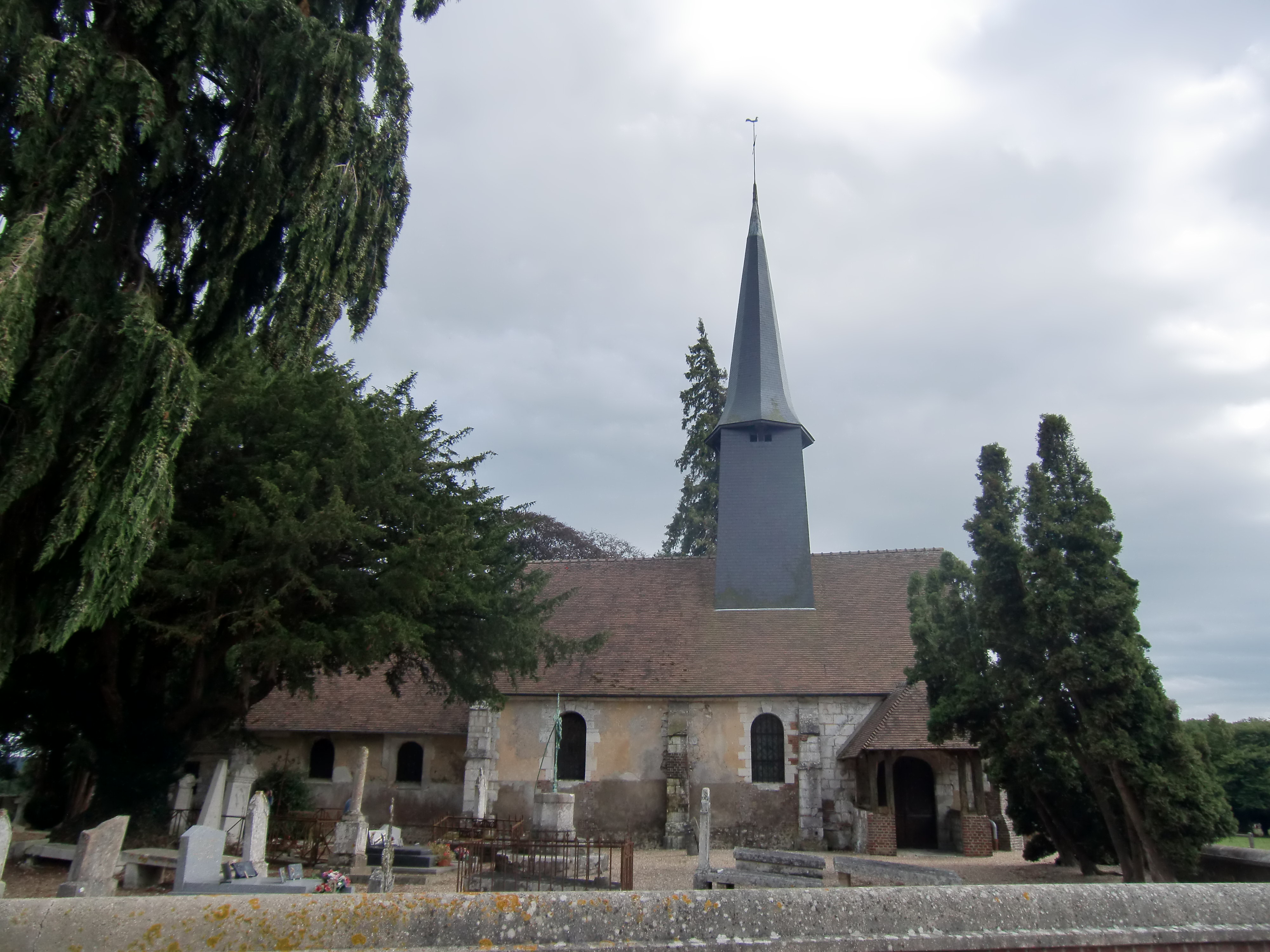
Église Saint-Sauveur de Boscherville.

Boscherville est une ancienne commune française, située dans le département de l'Eure en région Normandie.

## Toponymie
Boschervilla en 1253.

## Histoire
Entre 1800 et 1846, la population est relativement stable (en moyenne, 242 habitants). Elle commence à baisser régulièrement à partir du recensement de 1851 (180 habitants). Au recensement de 1962, la population s'élève à 73 habitants. En 1965, la commune est rattachée à la celle de Bourgtheroulde.
Le code officiel géographique de la commune de Boscherville est 27086.